# Helsinki Wolverines 2023
Questa voce raccoglie le informazioni riguardanti gli Helsinki Wolverines nelle competizioni ufficiali della stagione 2023.

## Maschile

### Prima squadra

#### Vaahteraliiga 2023

##### Stagione regolare
| Helsinki 12 maggio 2023, ore 18:30 1ª giornata | Helsinki Wolverines | 6 – 35 (0-0 0-7 0-21 6-7) referto | United Newland Crusaders | Velodromo di Helsinki (158 spett.)\| Arbitro: \| M. Makarainen \| |
| Arbitro:                                       | M. Makarainen       |                                   |                          |                                                                   |

| Helsinki 18 maggio 2023, ore 18:30 2ª giornata | Helsinki Wolverines | 0 – 45 (0-14 0-21 0-7 0-3) referto | Kuopio Steelers | Velodromo di Helsinki (250 spett.)\| Arbitro: \| H. Toijala \| |
| Arbitro:                                       | H. Toijala          |                                    |                 |                                                                |

| Helsinki 26 maggio 2023, ore 17:30 3ª giornata | Helsinki Wolverines | 0 – 68 (0-14 0-27 0-20 0-7) referto | Helsinki Roosters | Velodromo di Helsinki (209 spett.)\| Arbitro: \| M. Immonen \| |
| Arbitro:                                       | M. Immonen          |                                     |                   |                                                                |

| Vaasa 9 giugno 2023, ore 18:30 5ª giornata | Wasa Royals   | 40 – 21 (7-0 25-0 8-0 0-21) referto | Helsinki Wolverines | Karhulan keskuskenttä (430 spett.)\| Arbitro: \| M. Makarainen \| |
| Arbitro:                                   | M. Makarainen |                                     |                     |                                                                   |

| Seinäjoki 16 giugno 2023, ore 18:30 6ª giornata | Seinäjoki Crocodiles | 69 – 0 (14-0 34-0 14-0 7-0) referto | Helsinki Wolverines | Wirokit Stadion (399 spett.)\| Arbitro: \| H. Toijala \| |
| Arbitro:                                        | H. Toijala           |                                     |                     |                                                          |

| Porvoo 29 giugno 2023, ore 18:30 7ª giornata | Porvoon Butchers | 55 – 7 (21-0 14-7 14-0 6-0) referto | Helsinki Wolverines | Porvoon Keskuskenttä (347 spett.)\| Arbitro: \| M. Makarainen \| |
| Arbitro:                                     | M. Makarainen    |                                     |                     |                                                                  |

| Helsinki 8 luglio 2023, ore 16:30 8ª giornata | Helsinki Wolverines | 0 – 46 (0-7 0-13 0-14 0-12) referto | Wasa Royals | Velodromo di Helsinki (128 spett.)\| Arbitro: \| M. Makarainen \| |
| Arbitro:                                      | M. Makarainen       |                                     |             |                                                                   |

| Helsinki 21 luglio 2023, ore 18:30 10ª giornata | Helsinki Wolverines | 12 – 61 (0-7 0-7 6-28 6-19) referto | Porvoon Butchers | Velodromo di Helsinki (428 spett.)\| Arbitro: \| M. Makarainen \| |
| Arbitro:                                        | M. Makarainen       |                                     |                  |                                                                   |

| Helsinki 29 luglio 2023, ore 18:30 11ª giornata | Helsinki Wolverines | 0 – 68 (0-28 0-19 0-14 0-7) referto | Seinäjoki Crocodiles | Velodromo di Helsinki (118 spett.)\| Arbitro: \| M. Makarainen \| |
| Arbitro:                                        | M. Makarainen       |                                     |                      |                                                                   |

| Lohja 10 agosto 2023, ore 18:30 12ª giornata | United Newland Crusaders | 42 – 20 (16-6 14-0 6-14 6-0) referto | Helsinki Wolverines | Harjun kenttä (160 spett.)\| Arbitro: \| H. Toijala \| |
| Arbitro:                                     | H. Toijala               |                                      |                     |                                                        |

| Kuopio 17 agosto 2023, ore 18:30 13ª giornata | Kuopio Steelers | 67 – 0 (20-0 28-0 13-0 6-0) referto | Helsinki Wolverines | Väinölänniemen stadion (349 spett.)\| Arbitro: \| H. Toijala \| |
| Arbitro:                                      | H. Toijala      |                                     |                     |                                                                 |

| Helsinki 24 agosto 2023, ore 17:30 14ª giornata | Helsinki Roosters | 42 – 0 (14-0 7-0 14-0 7-0) referto | Helsinki Wolverines | Velodromo di Helsinki (379 spett.)\| Arbitro: \| M. Makarainen \| |
| Arbitro:                                        | M. Makarainen     |                                    |                     |                                                                   |

#### Statistiche di squadra
| Competizione      | %Vittorie | In casa | In casa | In casa | In casa | In casa | In casa | In trasferta | In trasferta | In trasferta | In trasferta | In trasferta | In trasferta | Totale | Totale | Totale | Totale | Totale | Totale |
| Competizione      | %Vittorie | G       | V       | N       | P       | Pf      | Ps      | G            | V            | N            | P            | Pf           | Ps           | G      | V      | N      | P      | Pf     | Ps     |
| ----------------- | --------- | ------- | ------- | ------- | ------- | ------- | ------- | ------------ | ------------ | ------------ | ------------ | ------------ | ------------ | ------ | ------ | ------ | ------ | ------ | ------ |
| Stagione regolare | .000      | 6       | 0       | 0       | 6       | 18      | 323     | 6            | 0            | 0            | 6            | 48           | 315          | 12     | 0      | 0      | 23     | 66     | 638    |
| Totale            | .000      | 6       | 0       | 0       | 6       | 18      | 323     | 6            | 0            | 0            | 6            | 48           | 315          | 12     | 0      | 0      | 12     | 66     | 638    |

#### Statistiche personali

##### Marcatori
| Giocatore   | Ruolo | TD rush | TD recv | TD int | TD p.ret | TD k.ret | TD oth | Xp1 | Xp2 | FG | Saf | Totale |
| ----------- | ----- | ------- | ------- | ------ | -------- | -------- | ------ | --- | --- | -- | --- | ------ |
| Adams       |       | 0       | 4       | 0      | 0        | 0        | 0      | 0   | 0   | 0  | 0   | 24     |
| Young       |       | 1       | 1       | 0      | 0        | 0        | 0      | 0   | 1   | 0  | 0   | 14     |
| Lugora      |       | 2       | 0       | 0      | 0        | 0        | 0      | 0   | 0   | 0  | 0   | 12     |
| N. Kantonen |       | 0       | 1       | 0      | 0        | 0        | 0      | 0   | 0   | 0  | 0   | 6      |
| A. Reels    |       | 0       | 0       | 0      | 0        | 1        | 0      | 0   | 0   | 0  | 0   | 6      |
| Hentunen    |       | 0       | 0       | 0      | 0        | 0        | 0      | 4   | 0   | 0  | 0   | 4      |

##### Passer rating
| Giocatore | G  | Att | Comp | Int | Yds  | TD | NFL   | NCAA  |
| --------- | -- | --- | ---- | --- | ---- | -- | ----- | ----- |
| Netter    | 2  | 34  | 18   | 0   | 189  | 0  | 69,36 | 99,64 |
| Laalo     | 12 | 362 | 167  | 16  | 1496 | 5  | 43,14 | 75,11 |
| Young     | 2  | 2   | 1    | 0   | 4    | 1  |       |       |

### Seconda squadra

#### I-divisioona 2023

##### Stagione regolare
| Helsinki 4 giugno 2023, ore 18:00 2ª giornata | Helsinki Wolverines II | 0 – 54 (0-26 0-21 0-7 0-0) referto | Tampere Saints | Velodromo di Helsinki (50 spett.)\| Arbitro: \| N. Olsson \| |
| Arbitro:                                      | N. Olsson              |                                    |                |                                                              |

| Helsinki 11 giugno 2023, ore 18:00 3ª giornata | Helsinki Wolverines II | 0 – 23 (0-0 0-7 0-7 0-9) referto | Pirkkala Spartans | Velodromo di Helsinki (150 spett.)\| Arbitro: \| Lehtinen \| |
| Arbitro:                                       | Lehtinen               |                                  |                   |                                                              |

| Kotka 18 giugno 2023, ore 16:00 4ª giornata | Kotka Eagles | 81 – 6 (20-6 20-0 34-0 7-0) referto | Helsinki Wolverines II | Karhulan keskuskenttä (125 spett.)\| Arbitro: \| Janhuba \| |
| Arbitro:                                    | Janhuba      |                                     |                        |                                                             |

| Helsinki 9 luglio 2023, ore 18:00 6ª giornata | Helsinki Wolverines II | 22 – 44 (0-28 0-8 14-8 8-0) referto | Kotka Eagles | Velodromo di Helsinki\| Arbitro: \| T. Lindroos \| |
| Arbitro:                                      | T. Lindroos            |                                     |              |                                                    |

| Vantaa 14 luglio 2023, ore 18:00 7ª giornata | Vantaan TAFT | 31 – 18 (7-0 14-12 0-0 10-6) referto | Helsinki Wolverines II | Myyrmäen jalkapallostadion |

| Oulu 22 luglio 2023, ore 13:00 8ª giornata | Oulu Northern Lights | - – - (annullata) referto | Helsinki Wolverines II | Castrenin urheilukeskus |

| Helsinki 31 luglio 2023, ore 17:00 9ª giornata | Helsinki Wolverines II | - – - (annullata) referto | Vantaan TAFT | Velodromo di Helsinki |

#### Statistiche di squadra
| Competizione      | %Vittorie | In casa | In casa | In casa | In casa | In casa | In casa | In trasferta | In trasferta | In trasferta | In trasferta | In trasferta | In trasferta | Totale | Totale | Totale | Totale | Totale | Totale |
| Competizione      | %Vittorie | G       | V       | N       | P       | Pf      | Ps      | G            | V            | N            | P            | Pf           | Ps           | G      | V      | N      | P      | Pf     | Ps     |
| ----------------- | --------- | ------- | ------- | ------- | ------- | ------- | ------- | ------------ | ------------ | ------------ | ------------ | ------------ | ------------ | ------ | ------ | ------ | ------ | ------ | ------ |
| Stagione regolare | .000      | 3       | 0       | 0       | 3       | 22      | 121     | 2            | 0            | 0            | 2            | 24           | 112          | 5      | 0      | 0      | 5      | 46     | 233    |
| Totale            | .000      | 3       | 0       | 0       | 3       | 22      | 121     | 2            | 0            | 0            | 2            | 24           | 112          | 5      | 0      | 0      | 5      | 46     | 233    |

#### Statistiche personali

##### Marcatori
| Giocatore | Ruolo | TD rush | TD recv | TD int | TD p.ret | TD k.ret | TD oth | Xp1 | Xp2 | FG | Saf | Totale |
| --------- | ----- | ------- | ------- | ------ | -------- | -------- | ------ | --- | --- | -- | --- | ------ |
| Young     |       | 2       | 0       | 0      | 0        | 1        | 0      | 0   | 1   | 0  | 0   | 20     |
| Salama    |       | 0       | 2       | 0      | 0        | 0        | 0      | 0   | 0   | 0  | 0   | 12     |
| Hentunen  |       | 0       | 1       | 0      | 0        | 0        | 0      | 0   | 1   | 0  | 0   | 8      |
| K. Viuhka |       | 0       | 1       | 0      | 0        | 0        | 0      | 0   | 0   | 0  | 0   | 6      |

##### Passer rating
| Giocatore     | G | Att | Comp | Int | Yds | TD | NFL   | NCAA   |
| ------------- | - | --- | ---- | --- | --- | -- | ----- | ------ |
| Netter        | 2 | 61  | 33   | 1   | 400 | 3  | 84,05 | 122,13 |
| Laalo         | 2 | 38  | 17   | 2   | 151 | 1  | 42,76 | 76,27  |
| Salama        | 1 | 32  | 15   | 0   | 103 | 0  | 54,56 | 73,91  |
| V. Rautavirta | 1 | 41  | 14   | 0   | 129 | 0  | 43,65 | 60,58  |

## Femminile

### Prima squadra

#### Naisten Vaahteraliiga 2023

##### Stagione regolare
| Turku 6 maggio 2023, ore 17:30 1ª giornata | Turku Trojans | 25 – 6 (0-0 13-0 6-0 6-6) referto | Helsinki Wolverines | Yläkenttä (160 spett.)\| Arbitro: \| M. Makarainen \| |
| Arbitro:                                   | M. Makarainen |                                   |                     |                                                       |

| Oulu 13 maggio 2023, ore 18:00 2ª giornata | Oulu Northern Lights | 13 – 46 (0-16 13-0 0-14 0-16) referto | Helsinki Wolverines | Heinäpään tekonurmi (104 spett.)\| Arbitro: \| M. Viitanen \| |
| Arbitro:                                   | M. Viitanen          |                                       |                     |                                                               |

| Helsinki 18 giugno 2023, ore 18:00 5ª giornata | Helsinki Wolverines | 14 – 23 (6-7 0-8 2-0 6-8) referto | Turku Trojans | Velodromo di Helsinki\| Arbitro: \| J. Kalliokoski \| |
| Arbitro:                                       | J. Kalliokoski      |                                   |               |                                                       |

| Helsinki 2 luglio 2023, ore 17:00 6ª giornata | Helsinki Wolverines | 0 – 14 (0-6 0-8 0-0 0-0) referto | Tampere Saints | Velodromo di Helsinki\| Arbitro: \| Lahtinen \| |
| Arbitro:                                      | Lahtinen            |                                  |                |                                                 |

| Helsinki 9 luglio 2023, ore 12:00 7ª giornata | Helsinki Wolverines | 22 – 6 (0-0 14-6 8-0 0-0) referto | Oulu Northern Lights | Velodromo di Helsinki\| Arbitro: \| V. Lamminsalo \| |
| Arbitro:                                      | V. Lamminsalo       |                                   |                      |                                                      |

| Tampere 29 luglio 2023, ore 17:00 10ª giornata | Tampere Saints | 0 – 33 (0-13 0-0 0-14 0-6) referto | Helsinki Wolverines | Pyynikin urheilukenttä (116 spett.)\| Arbitro: \| K. Lahtinen \| |
| Arbitro:                                       | K. Lahtinen    |                                    |                     |                                                                  |

##### Playoff
| Helsinki 5 agosto 2023, ore 17:00 Semifinale | Helsinki Wolverines | 38 – 16 (8-0 20-0 0-8 10-8) referto | Tampere Saints | Velodromo di Helsinki (100 spett.)\| Arbitro: \| Lahtinen \| |
| Arbitro:                                     | Lahtinen            |                                     |                |                                                              |

| Arbitri: | T. Julkunen K. Voutilainen A. Kivikataja P. Vierikko M. Saarijarvi |

|                                                                               |           |                                                    |
| Jansen 0':00" Q4 (TD) 7yd pass from Kaszas Partanen Q4 (tpc) pass from Kaszas | Marcatori | Kuusinen 0':53" Q4 (TD) 11yd run Kuusinen Q4 (pat) |

#### Statistiche di squadra
| Competizione      | %Vittorie | In casa | In casa | In casa | In casa | In casa | In casa | In trasferta | In trasferta | In trasferta | In trasferta | In trasferta | In trasferta | Totale | Totale | Totale | Totale | Totale | Totale |
| Competizione      | %Vittorie | G       | V       | N       | P       | Pf      | Ps      | G            | V            | N            | P            | Pf           | Ps           | G      | V      | N      | P      | Pf     | Ps     |
| ----------------- | --------- | ------- | ------- | ------- | ------- | ------- | ------- | ------------ | ------------ | ------------ | ------------ | ------------ | ------------ | ------ | ------ | ------ | ------ | ------ | ------ |
| Stagione regolare | .500      | 3       | 1       | 0       | 2       | 36      | 43      | 3            | 2            | 0            | 1            | 85           | 38           | 6      | 3      | 0      | 3      | 121    | 81     |
| Playoff           | .500      | 1       | 1       | 0       | 0       | 38      | 16      | 1            | 0            | 0            | 1            | 7            | 8            | 2      | 1      | 0      | 1      | 45     | 24     |
| Totale            | .500      | 4       | 2       | 0       | 2       | 74      | 59      | 4            | 2            | 0            | 2            | 92           | 46           | 8      | 4      | 0      | 4      | 166    | 105    |

#### Statistiche personali

##### Marcatrici
| Giocatore | Ruolo | TD rush | TD recv | TD int | TD p.ret | TD k.ret | TD oth | Xp1 | Xp2 | FG  | Saf | Totale |
| --------- | ----- | ------- | ------- | ------ | -------- | -------- | ------ | --- | --- | --- | --- | ------ |
| Jääskelä  |       | 6       | 0       | 0      | 0        | 0        | 0      | 0   | 5   | 0   | 0   | 46     |
| Martola   |       | 3+2     | 0       | 0      | 0        | 0        | 0      | 0   | 0   | 0   | 0   | 30     |
| Kuusinen  |       | 0+4     | 0       | 0      | 0        | 0        | 0      | 0+1 | 0   | 0   | 0   | 25     |
| Söderholm |       | 3       | 0       | 0      | 0        | 0        | 0      | 0   | 1   | 0   | 0   | 20     |
| A. Alanko |       | 0       | 0       | 0      | 0        | 0        | 0      | 3+3 | 0   | 0+1 | 0   | 9      |
| Helskyaho |       | 0       | 1       | 0      | 0        | 0        | 0      | 0   | 1   | 0   | 0   | 8      |
| A. Alm    |       | 0       | 1       | 0      | 0        | 0        | 0      | 0   | 0   | 0   | 0   | 6      |
| Järn      |       | 0       | 1       | 0      | 0        | 0        | 0      | 0   | 0   | 0   | 0   | 6      |
| Kangas    |       | 0       | 1       | 0      | 0        | 0        | 0      | 0   | 0   | 0   | 0   | 6      |
| Levijoki  |       | 0       | 0       | 1      | 0        | 0        | 0      | 0   | 0   | 0   | 0   | 6      |
| R. Kallio |       | 0       | 0       | 0      | 0        | 0        | 0      | 0   | 0   | 0   | 0+1 | 2      |
| Team      |       | 0       | 0       | 0      | 0        | 0        | 0      | 0   | 0   | 0   | 1   | 2      |

##### Passer rating
| Giocatore | G   | Att   | Comp  | Int | Yds     | TD  | NFL   | NCAA   |
| --------- | --- | ----- | ----- | --- | ------- | --- | ----- | ------ |
| Söderholm | 6+2 | 65+23 | 33+13 | 3+1 | 374+126 | 4+0 | 65,53 | 105,91 |
| Lappi     | 2+1 | 18+2  | 3+0   | 2+0 | 51+0    | 0+0 | 0,00  | 16,42  |
| A. Alm    | 0+1 | 0+1   | 0+0   | 0+1 | 0+0     | 0+0 |       |        |

### Seconda squadra

#### Naisten II-divisioona 2023

##### Stagione regolare
| Kuopio 20 maggio 2023, ore 14:00 1ª giornata | Kuopio Steelers | 0 – 60 (0-22 0-30 0-8 0-0) referto | Helsinki Wolverines Blue | Lippumäen ylipainehalli |

| Helsinki 3 giugno 2023, ore 15:00 3ª giornata | Helsinki Wolverines Blue | 62 – 22 (14-8 20-8 14-0 14-6) referto | Seinäjoki Crocodiles | Velodromo di Helsinki |

| Helsinki 11 giugno 2023, ore 14:00 4ª giornata | Helsinki Wolverines Blue | 64 – 0 (28-0 28-0 0-0 8-0) referto | Pirkkala Spartans | Velodromo di Helsinki |

| Hyvinkää 17 giugno 2023, ore 13:00 5ª giornata | Hyvinkää Falcons /Porvoon Butchers | 16 – 36 (0-8 8-14 0-14 8-0) referto | Helsinki Wolverines | Hyvinkään urheilupuisto |

| Helsinki 1º luglio 2023, ore 16:00 6ª giornata | Helsinki Wolverines Blue | 54 – 0 (0-0 32-0 16-0 6-0) referto | Kuopio Steelers | Velodromo di Helsinki |

| Pirkkala 15 luglio 2023, ore 15:00 8ª giornata | Pirkkala Spartans | 20 – 52 (6-8 0-22 6-14 8-8) referto | Helsinki Wolverines Blue | Pirkkalan keskuskenttä |

##### Playoff
| Helsinki 4 agosto 2023, ore 18:30 Finale | Helsinki Wolverines Blue | 46 – 8 (8-0 16-8 0-0 22-0) referto | Hyvinkää Falcons/ Porvoon Butchers | Velodromo di Helsinki |

#### Statistiche di squadra
| Competizione      | %Vittorie | In casa | In casa | In casa | In casa | In casa | In casa | In trasferta | In trasferta | In trasferta | In trasferta | In trasferta | In trasferta | Totale | Totale | Totale | Totale | Totale | Totale |
| Competizione      | %Vittorie | G       | V       | N       | P       | Pf      | Ps      | G            | V            | N            | P            | Pf           | Ps           | G      | V      | N      | P      | Pf     | Ps     |
| ----------------- | --------- | ------- | ------- | ------- | ------- | ------- | ------- | ------------ | ------------ | ------------ | ------------ | ------------ | ------------ | ------ | ------ | ------ | ------ | ------ | ------ |
| Stagione regolare | 1.000     | 3       | 3       | 0       | 0       | 180     | 22      | 3            | 3            | 0            | 0            | 148          | 36           | 6      | 6      | 0      | 0      | 328    | 58     |
| Playoff           | 1.000     | 1       | 1       | 0       | 0       | 46      | 8       | 0            | 0            | 0            | 0            | 0            | 0            | 1      | 1      | 0      | 0      | 46     | 8      |
| Totale            | 1.000     | 4       | 4       | 0       | 0       | 226     | 30      | 3            | 3            | 0            | 0            | 148          | 36           | 7      | 7      | 0      | 0      | 374    | 66     |